# Mansi (kommun i Burma)
Mansi är en kommun i Myanmar. Den ligger i delstaten Kachin och distriktet Bhamo i den norra delen av landet. Antalet invånare i kommunen utgjorde 52 945 vid folkräkningen 2014.